# 12e division de Landwehr (Empire allemand)
Pour les articles homonymes, voir 12e division.
La 12e division de Landwehr est une unité majeure de l'armée prussienne pendant la Première Guerre mondiale .

## Composition

### Structure de guerre à partir du 14 avril 1915
- 55e brigade d'infanterie de Landwehr[1]
  - 56e régiment d'infanterie de Landwehr
  - 8e bataillon de chasseurs à pied de réserve
  - 2e bataillon de Landsturm Heidelberg
  - 1er peloton de la 4e compagnie de cycles
- 82e brigade d'infanterie de Landwehr
  - 40e régiment d'infanterie de Landwehr
  - 20e peloton de mitrailleuses de campagne
  - 21e peloton de mitrailleuses de campagne
  - Escouade de mitrailleuses de forteresse B de Neubreisach
  - ¼ escadron de remplacement du 3e régiment de chasseurs à cheval
  - Détachement de remplacement du 14e régiment d'artillerie de campagne
    - 76e batterie d'artillerie de campagne de Landwehr

  - 1er détachement du 30e régiment d'artillerie de campagne de réserve
  - 2e bataillon du 13e régiment d'artillerie à pied
  - 1re compagnie du génie de Landwehr du 10e corps d'armée
  - 1re compagnie du génie de Landwehr du 14e corps d'armée
  - Peloton du génie de Landsturm de Neubreisach
  - 151e détachement de lanceurs de mines moyens
  - Détachement de signalisation lumineuse de Neubreisach

## Calendrier de bataille
La division est formée sur le front occidental le 13 avril 1915 et y reste en action jusqu'à la mi-mai 1917. Elle est ensuite transférée sur le front de l'Est, où l'unité est réorganisée en division de la Baltique après l'armistice du 20 mars 1918.

### 1915
- 16 au 26 avril --- Combats au Hartmannsweilerkopf
- à partir du 16 avril --- Guerre de tranchées en Haute-Alsace
  - 14 au 21 juin --- Bataille d'Hilsenfirst

### 1916
- Guerre de tranchées en Haute-Alsace

### 1917
- jusqu'au 15 mai --- Bataille de tranchées en Haute-Alsace
- 15 au 20 mai --- Transport vers l'Est
- 20 mai au 7 décembre --- Guerre de tranchées au sud de Brody
  - 19 juillet --- Bataille révolutionnaire en Galice-Orientale
- 7 au 17 décembre --- Cessez-le-feu
- à partir du 17 décembre --- Armistice

### 1918
- jusqu'au 18 février --- Armistice

## Commandants
| Grade           | Nom                       | Date                                |
| --------------- | ------------------------- | ----------------------------------- |
| Generalleutnant | Kurt von Kehler           | 7 au 18 avril 1915                  |
| Generalleutnant | Theodor Mengelbier        | 19 avril 1915 au 23 avril 1916      |
| Generalmajor    | Paul von Drabich-Waechter | 24 avril 1916 au 24 novembre 1917   |
| Generalmajor    | Otto Martin von Weise     | 25 novembre 1917 au 24 février 1918 |
| Generalmajor    | Rüdiger von der Goltz     | 25 février au 19 mars 1918          |